# Operaciones Tawakalna ala Alá
Las Operaciones Tawakalna ala Alá (Confianza en Dios) fueron una serie de cinco ofensivas iraquíes libradas hacia el final de la guerra entre Irán e Irak, que consisten en la Segunda Batalla de Al Fao, la batalla del Lago Fish, la batalla de las islas Majnoon, la batalla de Dehloran y la batalla de Qasre Shirin Irak había originalmente diseñado solo para retomar la península de Al-Faw, pero tras el extraordinario éxito de las batallas debido al colapso total de las unidades de los Cuerpos de la Guardia Revolucionaria Islámica (CGRI), el alto mando iraquí decidió ampliar la batalla en una campaña de ofensiva más amplia.

## Preludio
A raíz de las campañas de Karbala de 1987, pero antes del final del verano, el ejército iraquí comenzó a practicar secretamente maniobras en el desierto detrás de Basora. En las maniobras de entrenamiento a menudo participaban varias divisiones y se hicieron grandes maquetas de los objetivos con la intención de apoderarse de Irán.
La derrota de Irán durante la Campaña de Karbala el año anterior había minado al personal de las fuerzas iraníes, los suministros y la moral, y como resultado un número creciente de iraníes se vuelve contra la guerra. Esto significaba que el intento de movilización del ejército iraní por una nueva ofensiva contra Irak en 1988 había fracasado. La cúpula militar iraní también había decidido en una conferencia estratégica importante que el ejército tenía capacitación intensiva para derrotar a Irak, que a su vez podría tardar hasta 5 años. Como resultado, el Ejército iraní no trató de invadir Irak en 1988.

## Las batallas

### Segunda Batalla de Al Fao
La península de al-Fao había estado bajo control iraní desde 1986 cuando lanzaron un ataque por sorpresa en la península como parte de la más grande Operación Amanecer 8.
La toma de la península por los iraníes fue un fuerte golpe para el prestigio de Irak, que también amenazaba a Basora desde el sureste. La reconquista de la península fue vista por Sadam Huseín como una prioridad y el general iraquí Maher Abd al-Rashid se comprometió a recuperar la península, ofreciendo a su hija Sahar para casarse con Qusay Hussein, hijo de Saddam para mostrar su certeza. La planificación para la recuperación de la península comenzó poco después de haber sido tomada por los iraníes y se llevó a cabo en secreto por un pequeño grupo de 6, con Sadam Huseín muy involucrado en el proceso de planificación.
Para la segunda batalla los iraquíes habían concentrado más de 100 000 soldados, de los cuales aproximadamente el 60% eran de la Guardia Republicana Iraquí (GRI), contra unos 15,000 voluntarios Basij iraníes. El comando iraquí esperaba la batalla para tomar varias semanas, pero Irak logró apoderarse de la península en un solo día debido al colapso de las unidades iraníes, con pocas pérdidas. Este impresionante éxito llevó al comando iraquí a decidir para ampliar la batalla original en una más amplia campaña de ofensiva contra Irán.

### Batalla del Lago Fish
A las 9:30 a. m. del 25 de mayo de 1988, Irak lanzó lo que se conoció como la Primera Tawakalna (confiamos en Dios), que consiste en una de las concentraciones más grandes de artillería de la historia, junto con las armas químicas. Los pantanos se habían secado previamente con una mezcla de la sequía y de la ingeniería iraquí, a pesar de los intentos iraníes de rellenar las marismas. El secado de las marismas permitió a los iraquíes usar tanques con mayor eficacia y luego aplastar las fortificaciones iraníes. Las fuerzas iraquíes desplegadas consistieron posiblemente de hasta 135,000 hombres compuestas por diversos elementos de la Guardia Republicana y el 3r cuerpo de ejército, atacando a lo largo de un frente de 15 millas. La superioridad numérica iraquí en comparación con los iraníes estaba en la región de 4 a 1. Las fuerzas iraquíes atacaron posiciones iraníes en el lago Fish en un punto al sur de Basora, y también en menor medida en un punto más hacia al norte.
Las fuerzas iraquíes condujo a través del río Jassem en la orilla oriental del Shatt al-Arab, y se despejó un corredor de 15 millas hacia el este y el sureste. La resistencia iraní inicial estaba rígida, con las fuerzas iraquíes teniendo un gran número de víctimas cuando lograron penetrar las defensas iraníes. Tras un contrataque iraní una nueva ofensiva iraquí utilizando armas químicas, forzó una apresurada retirada de los iraníes, con algunos informes que sugieren las fuerzas iraníes tuvieron que requisar los vehículos privados en su regreso de nuevo a Ahwaz y Khorramshahr.
Aunque Irán sufrió en algún lugar de la región de seis a ocho veces las bajas sufridas por Irak, Irán no soportó las bajas especialmente elevadas en el contexto de la guerra. Las mayores pérdidas fueron las de los equipos y fuerzas terrestres, que Irak logró expulsar a los iraníes de la ciudad fronteriza de Shalamcheh, que Irán había capturado a costa de 50,000 muertos al año anterior, menos de 10 horas de combate debido a una débil resistencia iraní.: 265  La batalla supuso un duro golpe para la moral iraní, con el reclutamiento iraní que bajó a un 70%. La pérdida de equipo también se ve afectada debido a que Irán no podría reemplazar la pérdida de unidades blindadas.

### Batalla de las Islas Majnun
El 25 de junio Irak lanzó la segunda operación Tawakalna ala Alá retomando las Islas Majnun. Cientos de tanques fueron utilizados contra los iraníes, con las fuerzas iraquíes superando en número a las fuerzas iraníes posiblemente hasta un factor de 20 a 1. Las fuerzas de la GRI despejaron las dos islas, el Tercer Cuerpo iraquí protegió su flanco oriental y cortó las comunicaciones de Irán con el continente. La batalla dio como resultado a más de 2,115 prisioneros de las fuerzas iraníes abrumados en 8 horas de combate. Sadam apareció en vivo en la televisión iraquí para "liderar" la acusación contra los iraníes. La gran mayoría de los defensores iraníes fueron muertos durante el asalto.

### Batallas de Dehloran y de Qasre Shirin
Los dos últimas operaciones Tawakalna ala-Allah tuvieron lugar en al-Mara y Khaneqan. El 12 de julio en el frente central los iraquíes habían entrado a Irán casi sin oposición y capturon la ciudad de Dehloran a 40 kilómetros en el interior de Irán, y capturaron a 2,500 soldados iraníes junto con gran parte del armamento y material, que tomó días para transportar a Irak. Poco después los iraquíes se retiraron de la ciudad, alegando que no tenían "ningún deseo de conquistar territorio iraní".

## Consecuencias
Durante las batallas de 1988, los iraníes pusieron poca resistencia a las ofensivas iraquíes, después de haber sido llevado a cabo por casi ocho años de guerra.: 253  Ellos perdieron grandes cantidades de equipo, sin embargo, se las arreglaron para rescatar a la mayor parte de sus tropas de ser capturadas por los iraquíes, dejando relativamente a Irak con pocos prisioneros. El 2 de julio Irán tardíamente crea un comando conjunto central que unifica los CGRI, el Ejército y los rebeldes kurdos, y disipó la rivalidad entre el Ejército y los CGRI. Sin embargo, esto no llegó a tiempo, y se cree que Irán tenía menos de 200 tanques restantes en el frente sur, enfrentados contra miles de tanques iraquíes.
Las batallas al mismo tiempo destacaron la madurez del ejército iraquí, que había evolucionado a lo largo de la guerra hasta el punto de que, durante las operaciones Tawakalna ala Alá, se podrían llevar a cabo las operaciones de armas combinadas utilizando las diferentes ramas de las Fuerzas Armadas iraquíes como una única fuerza cohesiva.
Con el ejército iraní en retirada, diversos elementos del liderazgo iraní, dirigido por Akbar Hashemi Rafsanjani (que había empujado a la guerra inicialmente), convenció al Ayatolá Jomeini para pedir la paz debido a la baja de Irán en la moral y la quiebra inminente. El 20 de julio de 1988, Irán aceptó la Resolución 598, demostrando su disposición a aceptar un alto el fuego, y el 20 de agosto de 1988 se restableció la paz oficialmente.